# Firtosi József Dezső

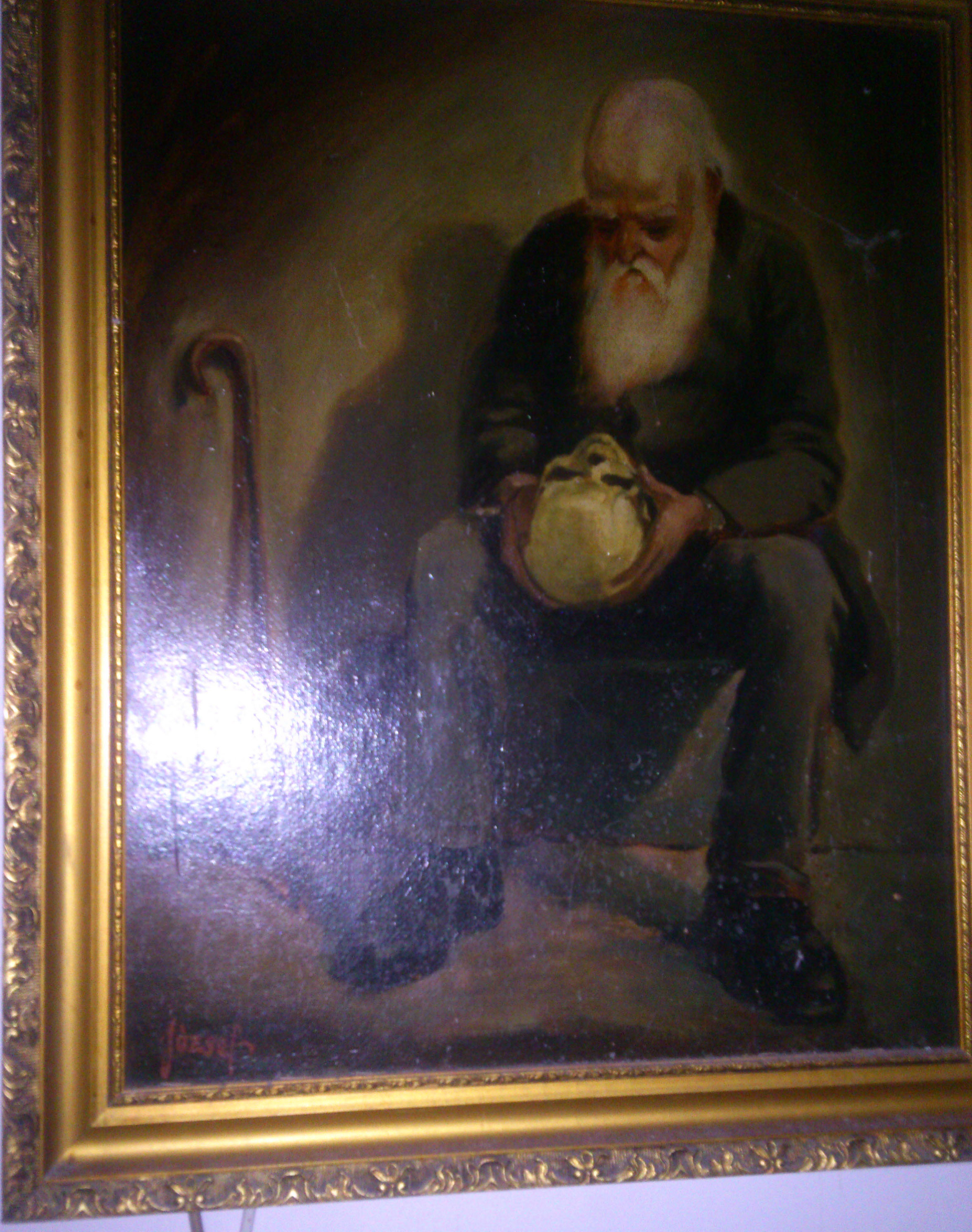

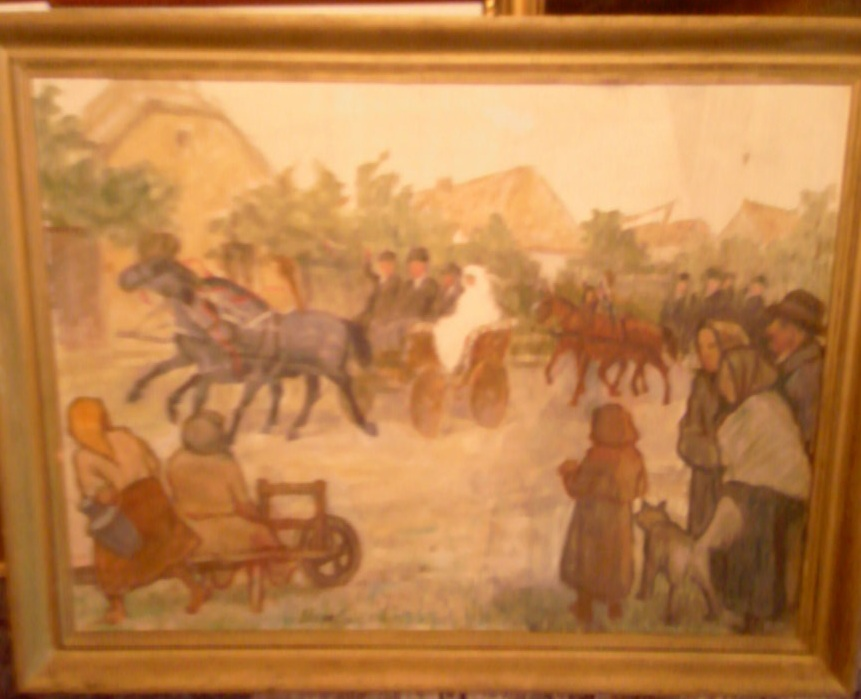

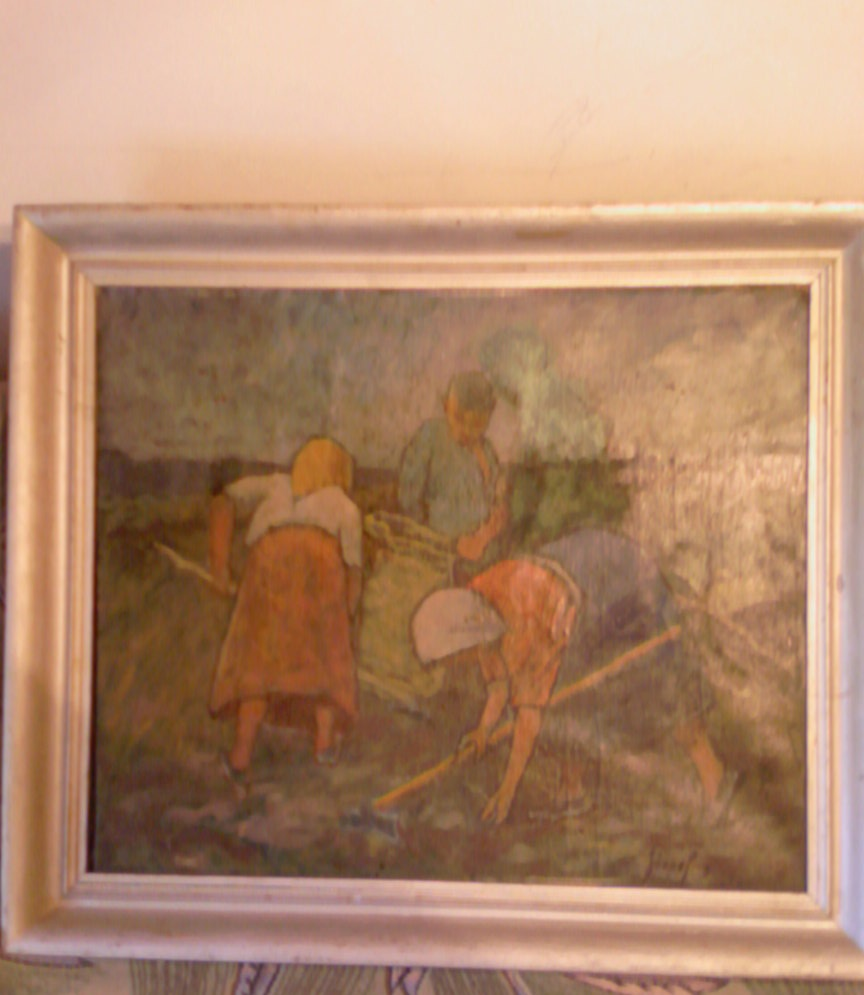

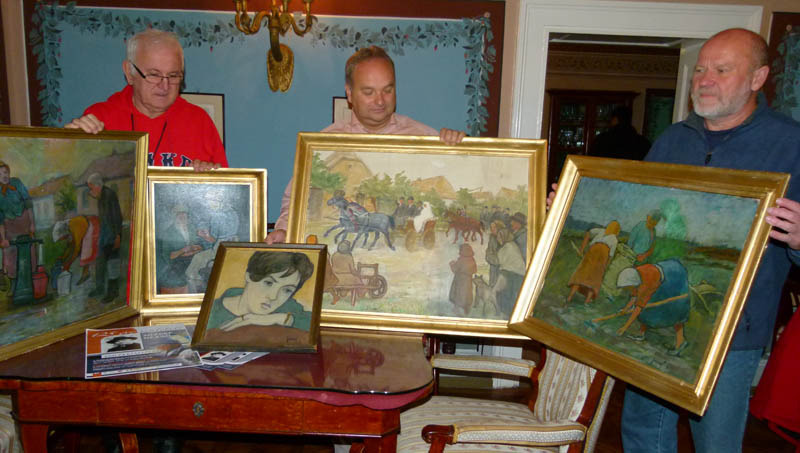

Firtosi József Dezső (Firtosváralja, 1886. július 29. – Gyula, 1965. január 1.) festőművész, hitoktató, művészeti és mértani rajztanár.

## Pályafutása
A budapesti Képzőművészeti Főiskolán végzett, ahol mesterei Révész Imre és Edvi Illés Aladár voltak. 1919-től élt és dolgozott Gyulán. A gyulai polgári leányiskolában tanított rajzot, természetrajzot, szépírást és éneket. Kezdeményezésére 1922-ben megalakult a Békésmegyei Képzőművészeti és Iparművészeti Társulat (BÉKIT). Részt vett a város és a megye képzőművészeti életének szervezésében. 1948-ban rajziskolát szervezett. 1921-ben és 1959-ben műveiből önálló kiállítást rendeztek Gyulán. Főként figurális kompozíciókat, portrékat, tájképeket és csendéletet festett. Tanítványai voltak többek között: Kohán György, Koszta Rozália, Szénási Mihály, Kiss György.
„Dezső bácsi” születési helye az erdélyi Firtosváralja, melynek hangulata, bár trianoni menekültként el kellett hagynia, mégis egész életét és pályafutását végigkísérte. 1912-ben megkapta a polgári iskolai néptanári diplomát. Karrierjét Abrudbányán kezdte, ahol a Közművelődési Egyesület dalárdáját és zenekarát irányította. Három nagy falfestményt is készített, amelyek a színház lépcsőházát ékesítették.
1915-ben megnősült, elvette Tabakovits Ilonát és 1919. október 15-én Gyulára települtek, ahol rajz, természetrajz, ének és karének tanítását vállalta a polgári leányiskola tanáraként. 1917-ben elkészítette a kolozsvári tudományegyetem Ásványtani Múzeuma részére a verespataki római bányaművek festményét, majd az erdélyi festők kiállításán szerepelt. 1922-ben a Békés megyei Képzőművészeti és Iparművészeti Társulat (BÉKIT) megalapítója, 36 festővel, szobrásszal és iparművésszel egyetemben, amely 14 évig működött, melynek során 16 kiállítást tartottak, 14-et a gyulai Vármegyeházán. Elsősorban figurális kompozíciók, portrék, táj- és csendéletképek szerepeltek a repertoáron. Három komoly díjat nyert és a budapesti Nemzeti Szalon és Gyula szinte minden művészeti termének fontos kiállítója volt. Főbb gyulai gyűjteményes kiállításainak évei: 1921, 1959 és 2011 voltak. A gyulai unitárius tanulók megbízott hitoktatójaként dolgozott 1923-tól, továbbá 30 éven át gondnok és kántor volt a szórvány egyházközségben. Fontos turisztikai és néprajzi cikkek megalkotásában is aktívan részt vett. Gyulán a második világháborúban a polgári iskola pénztárát felügyelte és őrizte. Szabad rajziskolája 1948-ban alakult Gyula városában, amelyet 1963-ig vezetett. Fiatalok sokaságát tanította a művészetekre. Kohán György úgy nyilatkozott, hogy igazi mestere Dezső bácsi volt.
Erős székely nemzetségtudata végigkísérte életét. 1929-ben emlékezetből rajzolta le szülőfaluja, Firtosváralja térképét, és a falu vízellátásának megalkotását tervezte meg. A székelyudvarhelyi Székelység című folyóiratot járatta több példányban (1931–1942), és ennek minden darabját megőrizte; majd a gyulai könyvtárnak ajándékozta. Ebben az újságban írásai is megjelentek. Támogatta pénzzel is a Firtosváralján, 1942. július 26-án állított Országzászló megépítését. Egyik önköltséges könyve Kolozsváron 1943-ban került kiadásra, a címe Nyikómenti Gyermekjátékok volt. Az 1947 után kialakult politikai helyzet dacára otthonában rendületlenül a falon függött Erdély címere és saját festménye az erdélyi szülői házról. Egy marék 1943-ban Firtosváraljáról hozott földet temettek a koporsójába temetésekor, ezzel is mérhetetlen erdélyi nemzeti érzését szimbolizálták tisztelői és szerettei.
Márványtábláját egykori otthona, az Ecsedi utca 22. szám alatti házra a Gyulai Városbarátok Köre készíttette és helyezte ki.
Szabadiskolája 1948–1963-között fiatalok százait avatta be a rajzolás alapjaiba, s ezt a tényt emléktáblája is őrzi. A táblaavató ünnepségen egykori tanítványai közül sokan tiszteletüket tették. például az avatóbeszédet mondó Kiss György Munkácsy Mihály-díjas szobrászművész.

## Emlékezete
Gyulán kreatív művészeti alkotókör, valamint a város egyik utcája viseli a nevét. Gyulán 2-5 évente rendezik meg tárlatát nagy érdeklődéssel.